# Жінки у французькому Русі Опору

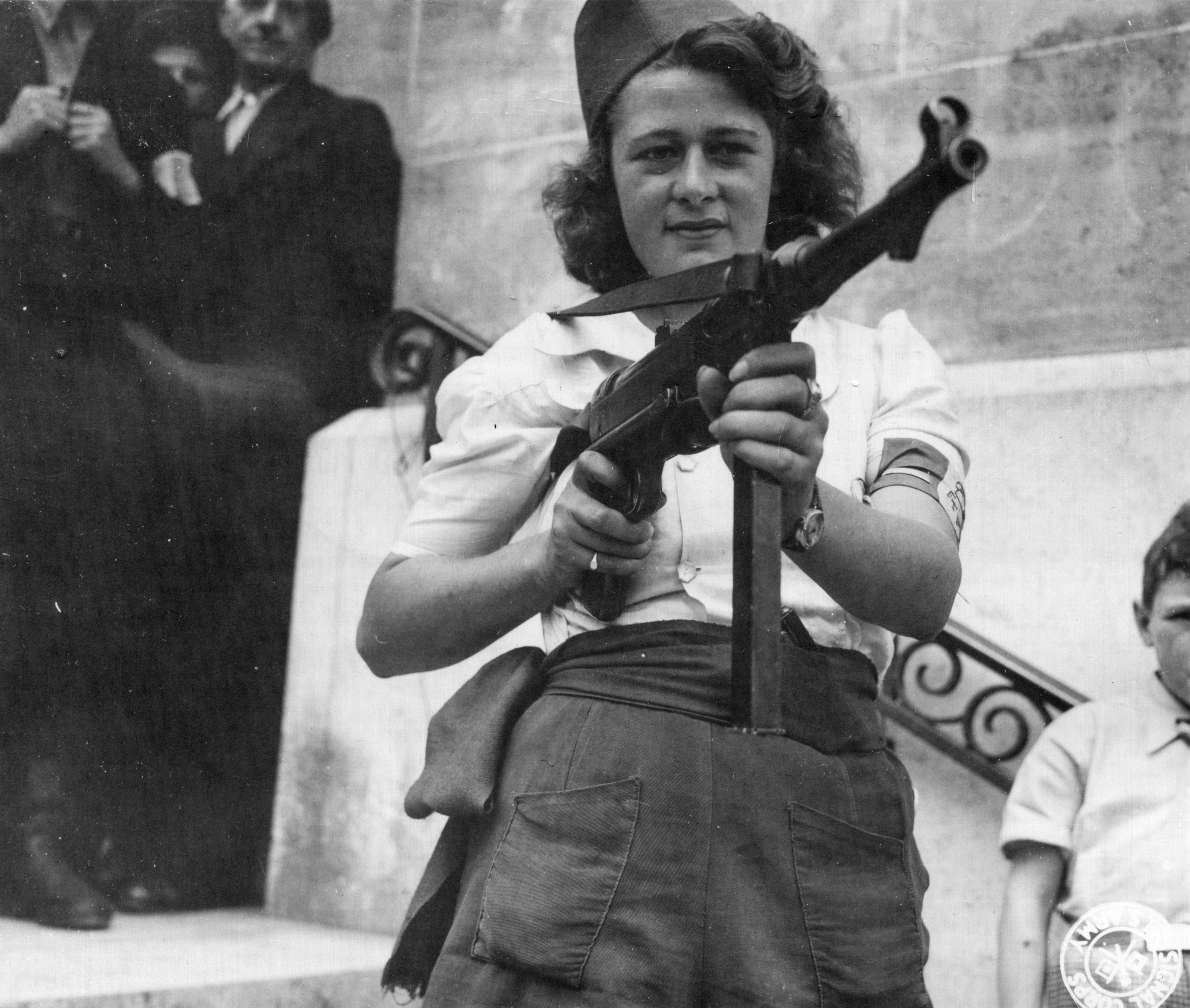
Сімона Сегуен, комбатантка французького Опору, поблизу Шартра, 23 серпня 1944

Жінки у французькому Русі Опору відігравали важливу роль у контексті боротьби з окупаційними німецьким військам під час Другої світової війни. Жінки становили від 15 до 20 % загальної кількості французьких бійців Руху Опору в країні. Жінки також становили 15 % ув'язнених нацистами французьких громадян у концентраційних таборах.

## Дії у французькому Опору
Жінки, як правило, обмежувалися підпільною діяльністю у французькій мережі Руху Опору. Люсі Обрак, яка стала символом французького Опору, ніколи не мала чітко визначеної ролі в опору окупантам за регіональне визволення півдня Франції. Елен Віане, більш освічена за свого чоловіка Філіпа Віане, засновника Дефанс де ла Франс, не написала жодної статті для однойменної підпільної газети, як й інші супутники Дефанс де ла Франс, хоча брали участь у зборах для редагування газети. З іншого боку, Сюзанна Бюїссон, співзасновниця Комітету соціалістів (CAS), була скарбницею до її арешту. Лише одна жінка, Марі-Мадлен Фуркад, була головою мережі (що призвело британців до думки, що справжнім керівником мережі Альянсу насправді був чоловік). Жодна жінка ніколи не керувала рухом, макі (партизанською групою) чи комітетом визволення, жодна не була призначена комісаром у Тимчасовому уряді Французької Республіки чи міністром визволення.
Лише обмежена меншість брала участь у збройних сутичках. Хоча жінки були типовими бійчинями партизанського опору в Італії, Греції, Югославії та окупованому СРСР, мали приблизно таку ж чисельність, як і чоловіки, у Франції вони становили незначну меншість. Дослідники припускають, що на це міг вплинути той факт, що французькі жінки не підлягали Службі обов'язкової роботи (англ. Compulsory Work Service; STO), як жінки на інших окупованих територіях.
Жінки організовували демонстрації домогосподарок у 1940 році, були активними в комітетах популаірес таємної Французької комуністичної партії і завжди відвідували демонстрації та всіляко допомагали страйкуючим, як у Нор-Па-де-Кале в травні 1941 року, а також підтримуючи макі. Вони були незамінними як друкарки, і, перш за все, як агентки зв'язку — частково тому, що німці більше довіряли жінкам, а також тому, що тотальний контроль та перевірка резидентів Service du travail obligatoire (STO) їх не стосувалися. Історик Олів'є Вівьорка наголошує, що стратегія цих рухів часто полягала в тому, щоб залучати жінок до місій, які вимагали видимості, оскільки вони були менш піддані репресіям: уряд Віші окупованої Франції та німецькі військові не могли стріляти по француженках, які вимагали їжі для своїх дітей.

## Індивідуальні жертви

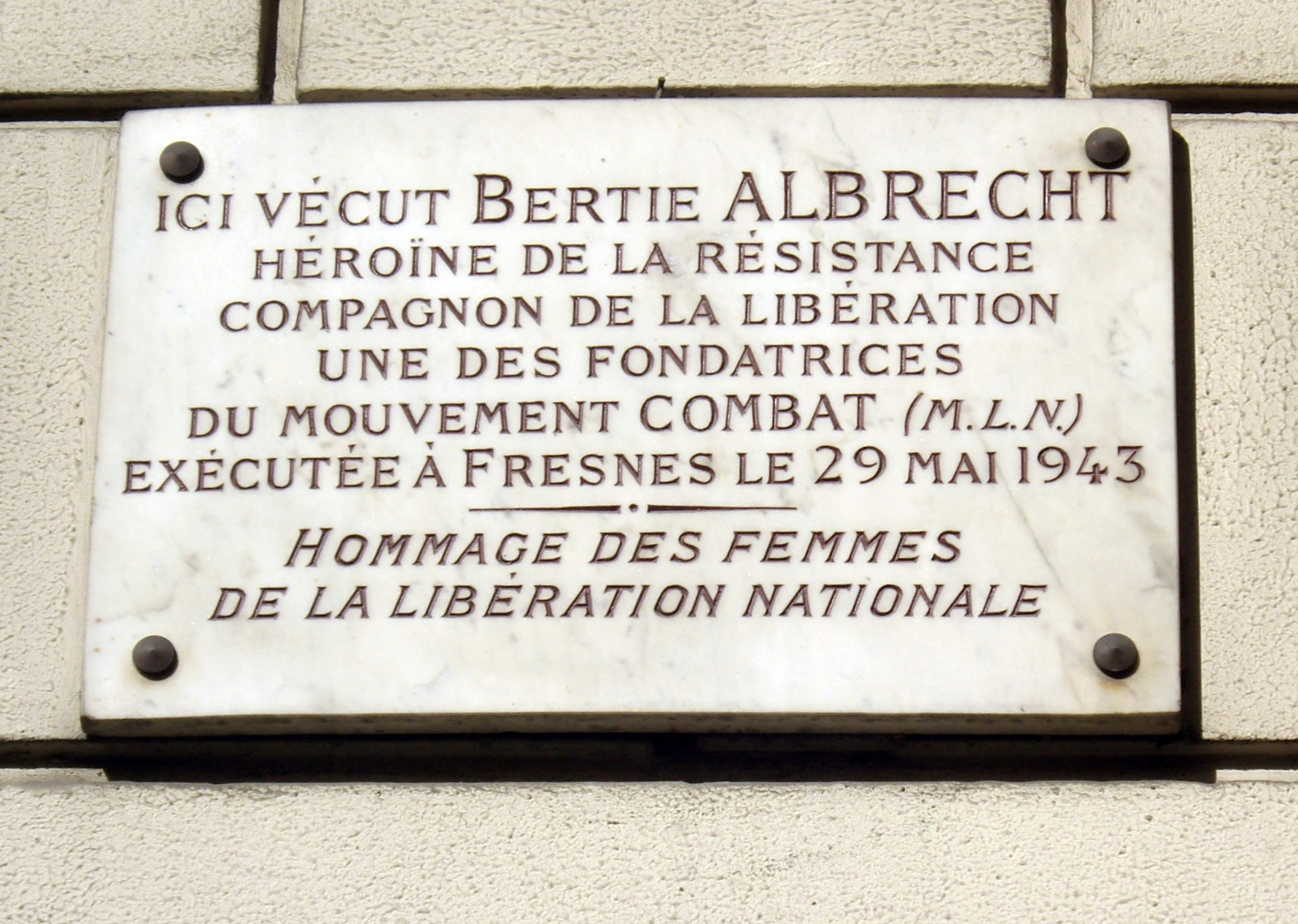
Меморіальна дошка на будинку в Парижі в честь Берті Альбрехт, яка допомогла заснувати Mouvement Combat (MLN) і була страчена у Френі 29 травня 1943

Однією з найвидатніших жінок у французькому русі Опору була Марі-Елен Лефоше, голова жіночої секції Організації цивільних і військових. Вона також входила до Комітету визволення Парижа. Після визволення Франції вона була депутаткою, а потім членом французького уряду. Вирішальну роль у становленні та функціонуванні голландсько-паризького руху зіграла Тоуті Гільтерман. Жермен Тійон очолювала мережу опору Ое-Вільде з 1941 по 1942 рік, пізніше очолила більшу мережу руху Опору Groupe du musée de l'Homme. Елен Стадлер організувала réseau d'évasions, мережу для вивезення дисидентів з Франції. Завдяки її діяльності тисячі в'язнів і членів руху Опору вирвалися на свободу. Вона організувала втечу Франсуа Міттерана, майбутнього президента Франції, а також Бориса Голбана, засновника мережі FTP-MOI у березні 1942 року та генерала Анрі Жиро 17 квітня 1942 року.
Варто також зазначити, що незліченна кількість таємних учасників бойових дій пережила війну як частина пари, і що їхня участь в русі Опору та подальше життя були б неможливими без підтримки їхніх супутників поруч: Сесіль та Анрі Роль-Тангі, Реймонда і Люсі Обрак, Полетт і Моріс Крігель-Вальрімон, Елен та Філіп Віанне, Марі-Елен і П'єр Лефоше, Клетта та Даніель Маєр і багато інших були нерозлучні.
У Русі Опору було багато жінок, які одружувалися і народжували дітей абсолютно таємно, не перериваючи своєї боротьби в русі Опору. Деякі врятували життя своїм чоловікам, наприклад, Люсі Обрак або Марі-Елен Лефоше. Інші у ході боротьби пережили тортури, депортації та були вбиті, як, наприклад, Мадлен Труель. Відомий депортаційний конвой 24 січня 1943 року включав багатьох комуністів і вдів чоловіків, розстріляних окупаційним режимом, зокрема Маї Політцер, дружину Жоржа Політцера, або Елен Соломон, доньку вченого Поля Ланжевена і дружину письменника Жака Соломона.

## Спадщина

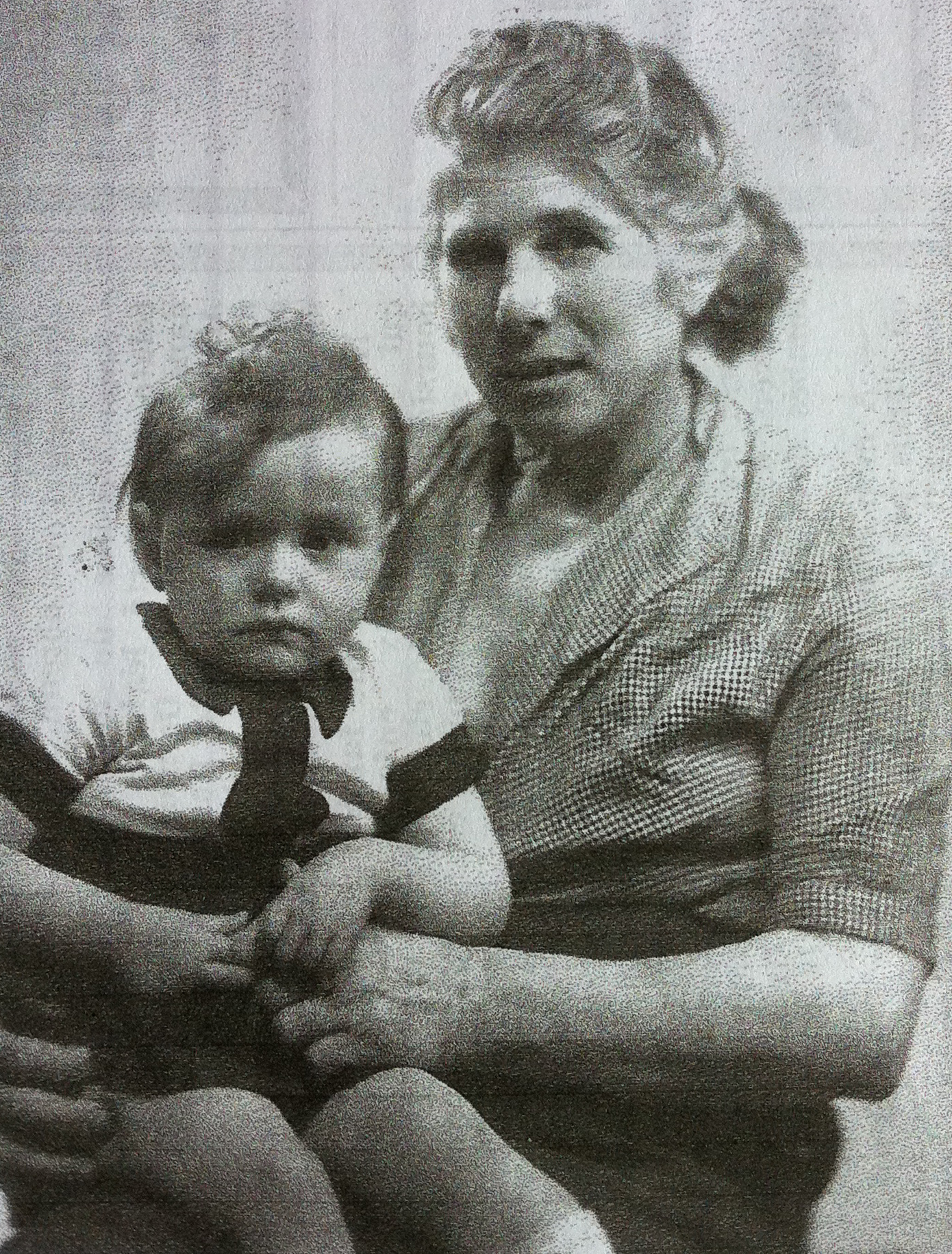
Дельфін Егль, член французького Опору в Роміллі-сюр-Сен, відзначена табличкою на своєму будинку після закінчення війни

У той час як Національна рада Руху Опору не згадала про надання голосу жінкам у своїй програмі оновлення в березні 1944 року, 2 квітня 1944 року Шарль де Голль підписав наказ про надання виборчого права жінкам для громадян Франції в Алжирі. Таким чином була визнана емансипаційна роль жінок у французькому русі Опору.
Пам'ятників на честь жінок, що брали участь у Русі Опору, небагато. Одним з винятків є місто Ріом, яке вшанував двох своїх громадянок особливим пам'ятником: Марінетт Мен, лейтенантці-фармацевтці Овернського муніципалітету та Клоді Родьє-Вірлоге, старшому сержанту МУР д'Овернь.

## У літературі
- У романі Кевіна Доерті «Вілла Нормандія» («Endeavour Press», 2015) головною героїнею є керівниця осередку Руху Опору.
- «Потяг взимку» Керолайн Мурхед («Вінтаж», 2012) розповідає історію учасниць Руху Опору, які були схоплені та відправлені в єдиному потязі до нацистських таборів смерті. Десятиліття потому Мурхед змогла поговорити з деякими з їхніх сімей. Подорож цих жінок стала відома як «Le Convoi des 31000».
- Шарлотта Дельбо, учасниця Руху Опору, яка пережила Аушвіц, написала низку робіт, заснованих на своєму досвіді, включаючи трилогію, опубліковану як Освенцім і після.

### Мемуари жінок у французькому Опору
- Шарлотта Дельбо, Конвой до Освенцима: Жінки французького Руху Опору, північний схід (22 травня 1997 р.),ISBN 978-1-55553-313-7
- Шарлотта Дельбо, Освенцим і після, видавництво Єльського університету (1995),ISBN 978-0-300-07057-6
- Клер Шеврійон, кодове ім'я Крістіан Клуе, TAMU Press; 1-е видання (1 квітня 1995 р.),ISBN 978-0-89096-629-7
- Вірджинія д'Альбер-Лейк, американська героїня французького Опору: щоденник і спогади Вірджинії д'Альбер-Лейк, видавництво Fordham University Press; 3-е видання (14 березня 2008 р.),ISBN 978-0-8232-2582-8
- Марта Кон, У тилу ворога: правдива історія французького єврейського шпигуна в нацистській Німеччині, Three Rivers Press (28 березня 2006 р.),ISBN 978-0-307-33590-6
- Люсі Обрак, Перехитриння гестапо, University of Nebraska Press (1 листопада 1994 р.),ISBN 978-0-8032-5923-2
- Агнес Гумбер, Опір: Журнал війни француженки, Блумсбері, США; 1-е видання (2 вересня 2008 р.),ISBN 1-59691-559-5
- Андре Піл (при народженні Віро) автобіографія, Чудеса існують!,[4] перекладено Евелін Скотт Браун і опубліковано англійською як Miracles Do Happen, Loebertas; 1-е видання (листопад 1999 р.),ISBN 978-1874316374
- Іліан Стюарт, походження (21 червня 2004 р.),ISBN 978-1412022163 та 1412022169[5]

### Історія
- Маргарет Коллінз Вайц, Сестри Опору: як жінки боролися за звільнення Франції, 1940—1945, Wiley; 1-е видання (3 листопада 1995 р.),ISBN 978-0-471-12676-8